# پرودنتیوس
پرودنتیوس (انگلیسی: Prudentius; ۱ ژانویهٔ ۰۳۴۸ – ۱ ژانویهٔ ۰۴۱۳) شاعر، سیاستمدار، نویسنده، و حقوقدان اهل روم باستان بود.